# La bamba
Pour les articles homonymes, voir La Bamba (homonymie) et Bamba.
La bamba est un air traditionnel mexicain, originaire de l'État de Veracruz, dans l'est du Mexique, au rythme proche de la cumbia. Le genre musical correspondant est le son jarocho (jarocho est le gentilé pour la ville de Veracruz).
La bamba a fait l'objet de nombreuses reprises, notamment celles de Ritchie Valens (1958) et de Los Lobos (1987, musique du film La Bamba, film biographique sur Ritchie Valens).

## Origines de la chanson
D'après un certain Ramón Río García, qui se base sur des entretiens menés par d'autres avec des anciens de la région de Veracruz, La bamba serait inspirée d'une chansonnette créée par un vagabond joueur de jarana (sorte de guitare) surnommé « El Guaruso ». Celui-ci l'aurait composée dans l'hacienda de doña Beatriz del Real situé à Malibrán en mai 1683 alors que le pirate hollandais Laurent de Graff approchait Veracruz. Les cloches furent sonnées pour signaler l'arrivée des pirates et chacun se prépara à se défendre. La maîtresse des lieux, qui proposait de partir pour se cacher dans les marais, demanda à son majordome ce qu'il comptait faire et celui-ci lui répondit : « Yo no soy marinero, pero aquí seré » (« Je ne suis pas marin, mais je serai ici »). Finalement, le pirate accostera sur une autre plage et l'on n'eut pas à se battre.
La chanson est ainsi :
 Quitilan, quitilan, / Ding-dong, ding-dong,

 que suenan las campanas de Malibrán / que sonnent les cloches de Malibrán

 qué vienen los piratas que no vendrán... / car les pirates viendront, viendront pas...

 Quitilín, quitilín, / Ding-dong, ding-dong,

 que suena la campana de Medellín / que sonne la cloche de Medellín

 y que suena y suena a rintintín. / qu'elles sonnent et résonnent
Plus généralement, on présume que La bamba a été créée à la fin du XVIIe siècle. Initialement, la chanson moque les efforts tardifs et inutiles du vice-roi du Mexique pour défendre les citoyens du port de Veracruz contre les pirates.

### Origine du mot «bamba»
Une hypothèse est que le mot dérive de « bambarria », action inutile car elle arrive trop tard. Comme indiqué plus haut, la chanson aurait été une chanson satirique qui se moquait des efforts employés pour engager des soldats dans la marine après le siège de Veracruz en 1683 par le pirate hollandais Laurent de Graff, dénonçant ainsi le fait qu'il aurait fallu s'en préoccuper avant.
Le mot « bamba » pourrait aussi venir du verbe espagnol (la langue parlée au Mexique) « bambalear » (« se dandiner », « se balancer »), à moins que ce ne soit l'inverse. Le nom peut également faire référence à une danse d'origine espagnole appelée Bamaba qui était populaire à l'époque.

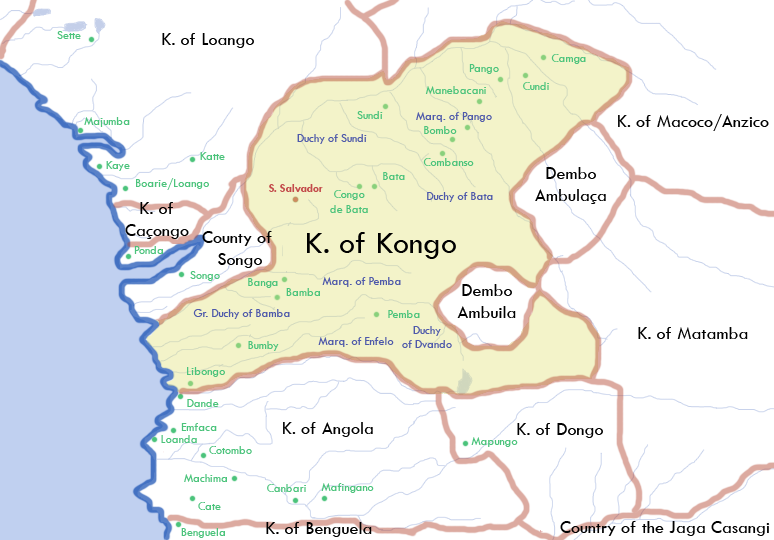
Une carte de l'Empire Kongo sur laquelle figurent Bamba et Libongo (à rapprocher de « Lilongo »).

Enfin, « Bamba » était le nom de la capitale d'un duché de l'Empire Kongo s'étendant de l'actuelle République du Congo (Brazzaville) à l'actuelle République démocratique du Congo (Kinshasa) (on trouve dans un couplet « subsidiaire » (Ay Lilongo, el sombrero me lo quito y me lo pongo) le mot « Lilongo » qui pourrait être aussi un toponyme du Kongo (un toponyme voisin, « Libongo », est attesté). Une danse locale porterait ce nom et aurait été importée au Mexique par les esclaves.

## La danse
Les paroles étaient improvisées en fonction des circonstances. Il existe d’innombrables variantes, mais la plupart parlent d'une danse populaire et les paroles commencent ainsi : « Para bailar la bamba se necesita una poca de gracia » (« Pour danser la bamba il faut avoir un peu de grâce »).
Le « clou » de cette danse réside dans le fait que l’écharpe (rouge en général) d’un des danseurs est jetée sur la piste de danse et transformée avec grâce en nœud par un jeu de pieds du danseur. Comme apothéose, ce nœud est jeté en l’air[réf. nécessaire]. En général, il y a une compétition entre les danseurs pour savoir lequel a noué et lancé l'écharpe avec le plus d'agilité et de grâce.

## Premiers enregistrements
La chanson trouve son origine dans l'État de Veracruz, au Mexique. La plus ancienne version enregistrée connue est celle d'Alvaro Hernández Ortiz, qui a enregistré la chanson sous le nom de El Jarocho. Son enregistrement est sorti au Mexique par Victor Records en 1938 ou 1939, et a été réédité en 1997 sur une compilation du label Yazoo Records, The Secret Museum of Mankind Vol. 4. En 2019 il a reçu le Grammy Hall of Fame Award.
Selon un article paru en 1945 dans le magazine américain Life, la chanson et la danse qui lui est associée ont été « sorties de la jungle » de Veracruz par le chef d'orchestre américain Everett Hoagland, qui les a présentées dans la boîte de nuit Ciro's à Mexico. Devenue populaire, le candidat à l'élection présidentielle mexicaine de 1946 Miguel Alemán Valdés avait utilisé l'air de la chanson pour sa campagne. Plus tard, en 1945, la musique et la danse ont été présentées au Stork Club de New York par Arthur Murray.

## Version de Ritchie Valens
Singles de Ritchie Valens
Come On, Let's Go
(1958) Fast Freight / Big Baby Blues
(1959)
Ritchie Valens a appris la chanson dans sa jeunesse, de son cousin Dickie Cota. En 1958, il enregistre une version rock 'n' roll de La bamba en face B du single Donna sur le label Del-Fi. Il était accompagné de Buddy Clark (basse), d'Ernie Freeman (en) (piano), de René Hall (en) (guitare baryton à six cordes Danelectro), d'Earl Palmer (tambours et claves) et de la guitariste Carol Kaye de l'équipe Wrecking Crew de Phil Spector. Rien qu’aux États-Unis, quelque cent cinquante artistes vont l’imiter.
La chanson se présente sous la forme d'un simple couplet et d'un refrain. Le chanteur, qui était fier de son héritage mexicain, a d'abord hésité à associer La Bamba avec le rock and roll, avant d'accepter. La chanson s'est classée à la 98e place des 100 plus grandes chansons de rock and roll de VH1 en 1999, et à la 59e place des 100 plus grandes chansons de danse de VH1 en 2000. En outre, l'enregistrement de la chanson par Ritchie Valens a été intronisé au Latin Grammy Hall of Fame (en) et a reçu en 2000 le Grammy Hall of Fame Award.
La chanson a été classée au numéro 354 des 500 plus grandes chansons de tous les temps par le magazine Rolling Stone, seule chanson non anglophone à figurer dans ce classement. Elle est également incluse dans la « discothèque de base » (Basic Record Library) de Robert Christgau des enregistrements des années 1950 et 1960, publiée dans le Christgau's Record Guide: Rock Albums of the Seventies (1981). Ritchie Valens a été intronisé à titre posthume au Rock and Roll Hall of Fame en 2001. En 2018, la version de Ritchie Valens est sélectionnée par la Bibliothèque du Congrès américain pour être conservée dans le Registre national des enregistrements en raison de son « importance culturelle, historique ou esthétique ». Elle figure également sur la liste du Rock and Roll Hall of Fame des 500 chansons qui ont influencé la formation du rock and roll.

### Classements
| Classement (1959–1987)                  | Meilleure position |
| --------------------------------------- | ------------------ |
| Australie (Kent Music Report)           | 87                 |
| Belgique (Flandre Ultratop 50 Singles)  | 13                 |
| Belgique (Wallonie Ultratop 50 Singles) | 9                  |
| Canada (CHUM Chart)                     | 1                  |
| États-Unis (Hot 100)                    | 22                 |
| France (SNEP)                           | 32                 |
| Royaume-Uni (UK Singles Chart)          | 49                 |

## Version de Los Machucambos
En 1960, le groupe de chanteurs folkloriques Los Machucambos popularisa cette chanson en France, leur disque devenant un succès qui lancera la popularité de leurs concerts et nombreux disques à tendance mexicaine ou brésilienne.
| Classement (1961–62)                    | Meilleure position |
| --------------------------------------- | ------------------ |
| Belgique (Wallonie Ultratop 50 Singles) | 9                  |

## Version de Los Lobos
Singles de Los Lobos
Come On, Let's Go / Ooh! My Head
(1987) Down on the Riverbed
(1990)
Le groupe mexicano-américain Los Lobos reprend La bamba en 1987 qui paraît sur la bande originale du film La Bamba sur la vie de Ritchie Valens.
Le titre a été la première chanson en espagnol à être numéro 1 du Top Singles français et restera no 1 pendant onze semaines. Le titre, produit par Mitchell Froom, sera également certifié disque d'or en France. Il a été nommé pour le Grammy Award de chanson de l'année en 1988. La chanson a également été la quatrième chanson entièrement non anglophone à atteindre la première place du classement Hot 100 du magazine américain Billboard.
Les Oilers d'Edmonton de la Ligue nationale de hockey (LNH) ont adopté la reprise des Los Lobos, interprétée après chaque victoire à domicile au Rogers Place, en hommage à Joey Moss, qui a commencé à travailler pour l'équipe en 1985 et qui chantait à tue-tête cette chanson, reprise par l'équipe après chaque victoire, et au jeune partisan Ben Stelter, qui, luttant contre un cancer qu'il a finalement perdu, criait « Play La Bamba, Baby » dès le coup de sifflet final,.

### Clip vidéo
Le clip réalisé par Sherman Halsey a remporté le MTV Video Music Award 1988 de la meilleure vidéo tirée d'un film, il met également en scène Lou Diamond Phillips, l'acteur qui joue le rôle de Ritchie Valens dans le film du même nom que la chanson La Bamba.

## Liste des titres
| A. | La bamba | 2:54 |
| B. | Charlena | 2:45 |

| A.  | La bamba  | 2:54 |
| B1. | Charlena  | 2:45 |
| B2. | Rip It Up | 1:37 |

### Classements et certifications
| Classement (1987–1988)                 | Meilleure position |
| -------------------------------------- | ------------------ |
| Afrique du Sud (Springbok Radio)       | 1                  |
| Allemagne (Media Control AG)           | 7                  |
| Australie (Kent Music Report)          | 1                  |
| Autriche (Ö3 Austria Top 40)           | 3                  |
| Belgique (Flandre Ultratop 50 Singles) | 2                  |
| Belgique (Flandre VRT Top 30)          | 2                  |
| Canada (100 Singles)                   | 1                  |
| Canada (Adult Contemporary)            | 1                  |
| Espagne (AFYVE)                        | 1                  |
| États-Unis (Adult Contemporary)        | 4                  |
| États-Unis (Album Rock Tracks)         | 11                 |
| États-Unis (Billboard Hot 100)         | 1                  |
| États-Unis (Hot Country Singles)       | 57                 |
| États-Unis (Hot Latin Tracks)          | 1                  |
| États-Unis (Cash Box)                  | 1                  |
| Finlande (Suomen virallinen lista)     | 1                  |
| France (SNEP)                          | 1                  |
| Irlande (IRMA)                         | 1                  |
| Italie (Musica e dischi)               | 1                  |
| Norvège (VG-lista)                     | 4                  |
| Nouvelle-Zélande (RMNZ)                | 1                  |
| Pays-Bas (Nederlandse Top 40)          | 2                  |
| Pays-Bas (Single Top 100)              | 2                  |
| Pologne (Classements Singles)          | 17                 |
| Royaume-Uni (UK Singles Chart)         | 1                  |
| Suède (Sverigetopplistan)              | 3                  |
| Suisse (Schweizer Hitparade)           | 1                  |
| Zimbabwe (ZIMA)                        | 1                  |

| Classement (1987)                    | Position |
| ------------------------------------ | -------- |
| Afrique du Sud (Springbok Radio)     | 17       |
| Allemagne de l'Ouest (Media Control) | 49       |
| Australie (Kent Music Report)        | 2        |
| Autriche (Ö3 Austria Top 40)         | 20       |
| Belgique (Flandre Ultratop 50)       | 21       |
| Canada (Top 100 Singles)             | 1        |
| États-Unis (Hot 100)                 | 11       |
| États-Unis (Hot Latin Tracks)        | 15       |
| États-Unis (Cash Box)                | 11       |
| Europe (European Hot 100)            | 12       |
| France (SNEP)                        | 3        |
| Italie (Musica e dischi)             | 1        |
| Nouvelle-Zélande (RIANZ)             | 2        |
| Pays-Bas (Nederlandse Top 40)        | 16       |
| Pays-Bas (Single Top 100)            | 26       |
| Royaume-Uni (UK Singles Chart)       | 18       |
| Suisse (Schweizer Hitparade)         | 4        |

| Pays              | Certification | Date             | Ventes  |
| ----------------- | ------------- | ---------------- | ------- |
| Canada (CRIA)     | Platine       | 23 novembre 1987 | 100 000 |
| France (SNEP)     | Or            | 1987             | 500 000 |
| Royaume-Uni (BPI) | Argent        | 16/09/2022       | 200 000 |

## Paroles

### Exemple de version
Para bailar la bamba se necesita / Pour danser la bamba il faut

 Una poca de gracia y otra cosita / Un peu de grâce et une autre petite chose

 Ay arriba y arriba, Y arriba y arriba, arriba iré  / Aïe en haut et en haut, et en haut et en haut, en haut j'irai

 Yo no soy marinero por tí seré / Je ne suis pas marin, pour toi je le serai

 Para subir al cielo se necesita / Pour monter au ciel il faut

 Una escalera grande y otra chiquita / Une grande échelle et une autre petite

 Yo no soy marinero, soy capitán / Je ne suis pas marin, je suis capitaine

 Una vez que te dije que eras bonita / Une fois où je t'ai dit que tu étais jolie

 Se te puso la cara coloradita / Ton visage est devenu coloré

 Una vez que te dije que eras muy guapo / Une fois où je t'ai dit que tu étais très beau

 Se te puso la cara color de sapo / Ton visage est devenu couleur crapaud

 En mi casa me dicen el inocente / Chez moi on m'appelle l'innocent

 Porque tengo muchachas de quince a veínte / Parce que j'ai des filles de 15 à 20

 Quisiera tener la dicha, la dicha que un gallo tiene / J'aimerai avoir la veine, la veine qu'un coq a

 De tener muchas pollitas y a ninguna las mantiene / D'avoir plein de poulettes et de n'en entretenir aucune.

 Gorilon, gorilon, gorilongo

 El sombrero me lo quito y me lo pongo / Le chapeau, je l'enlève et je le mets.

 Gorilongo es una negrita que se parece al carbón  / Gorilongo est une négresse qui ressemble à du charbon

 No diré que es muy bonita, tiene grácia de a montón / Je ne dirai pas qu'elle est très jolie, elle a beaucoup de grâce.

 Gorilongo vamos a misa a que nos bendiga el padre / Gorilongo allons à la messe pour que nous bénisse le père

 Te vas a casar conmigo aunque no quiera tu madre / Tu vas te marier avec moi bien que ta mère ne le veuille pas.

 Ay cupido te pido de compasión / Aïe, Cupidon, je te demande par pitié

 Que se acabe La bamba y venga otro son / Que La bamba finisse et vienne un autre son

### Autre exemple
Que bonita la bamba de madrugar / Quelle jolie bamba de bon matin

 Cuando todo' la bailan en la enramada / Quand tous la dansent dans le feuillage

 Arriba arriba arriba y arriba ire / En haut j'irai

 Como la palomita volando ire / Comme la colombe j'irai en volant

 De La Habana han venido nuevos pintores / De La Havane sont venus de nouveaux peintres

 Que pintaron La Virgen de tres colores / Qui ont peint La Vierge en trois couleurs

 Arriba y mas arriba y arriba iré / En haut et plus haut j'irai

 La paloma que traiba ya se me fué / La colombe que j'apportai et qui s'en est allée

 Pa' lo' campo' florido' de San Andrés / Par les champs fleuris de San Andrés

 Aunque soy chiquitita de aspiración / Bien que je sois toute petite d'aspiration

 Yo le canto a la bamba de corazón / Moi je vous chante la bamba de tout mon cœur

 Arriba y más arriba y arriba van / En haut et plus haut elles vont

 Itiling itilang itiling ting tang / Ting Ting Ting Tang

 Repican las campanas de Malibran, de Malibran, de Malibran  / Sonnent les cloches de Malibran

 Ay morena, morena, yo quiero verte, que el son de la bamba / Aïe brune, brune, je veux te voir car le son de la bamba

 Porque el son de la bamba me hace quererte / Parce que le son de la bamba me fait t'aimer

 Ay arriba y arriba y mas arribita como la palomita / En haut et un petit peu plus haut comme la petite colombe

 Como la palomita que viene y va, que viene y va, que viene y va / Comme la petite colombe qui vient et va

 Para bailar la bamba se necesita una poca de gracia / Pour danser la bamba il faut un peu de grâce

 Una poca de gracia y otra cosita / Un peu de grâce et une autre petite chose

 Ay arriba y arriba, ay arriba y arriba ire / En haut et en haut j'irai

 Yo no soy marinero, yo no soy marinero ni lo seré / Je ne suis pas marin ni le serai

 Se lo pido mi amigo de corazón que se acabe la bamba / Je te le demande mon ami de cœur, que la bamba se finisse,

 Que se acabe la bamba y venga otro son... / Que la bamba se finisse et vienne un autre son.

## Version de la Star Academy 3
En 2003, les candidats de la troisième saison de Star Academy enregistrent une version de La bamba. Sortie en single, elle connaît le succès en Belgique, en France et en Suisse.

### Classements hebdomadaires
| Classement (2003)                       | Meilleure position |
| --------------------------------------- | ------------------ |
| Belgique (Wallonie Ultratop 50 Singles) | 1                  |
| France (SNEP)                           | 2                  |
| Suisse (Schweizer Hitparade)            | 11                 |

### Certifications
| Pays           | Certification | Unités certifiées |
| -------------- | ------------- | ----------------- |
| Belgique (BEA) | Platine       | 20 000            |
| France (SNEP)  | Or            | 250 000           |

## Autres versions
La chanson Twist and Shout en est presque un plagiat puisqu'elle possède une structure mélodique identique et le même[réf. nécessaire]. Johnny Rivers a d'ailleurs enregistré le medley La Bamba/Twist And Shout.
Le chanteur québécois Gilles Brown a adapté les paroles en français à l'époque des yéyés, sous le titre C'est la bamba, qui disent en résumé ceci :
 C'est une danse qui vient du Mexique et elle est fantastique.

 Allons les copains, apprenez ce rythme, ça ira très vite, c'est dans le vent.

 Cette danse nouvelle rend les filles plus belles, profitez-en mes demoiselles.
Une version de La Bamba par la chanteuse mexicaine Lila Downs dans son album One Blood, una Sangre sorti en 2004 réorganise cette chanson en fusionnant des éléments de musique pop, de son jarocho, de musique électronique et des rythmes afro-mexicains,.

### Reprises
- Joan Baez (juin 1958 : album Joan Baez in San Francisco)
- Ritchie Valens (1958)
- Buddy Holly and The Crickets : leur version a pour titre (They Call Her) La Bamba
- Los Machucambos (1960), les premiers à introduire la chanson en France.
- The Rolling Stones (1961), Des piètres enregistrement.
- Dario Moreno, avec des paroles en français (1961)
- Mike Berry (1963)
- Dean Reed (1965)
- Unit 4+2 (1965)
- Trini Lopez (1963)
- Neil Diamond, sur son premier album, The Feel of Neil Diamond[86] (1966)
- The Sandpipers (1966)
- Willie Bobo (1967)
- Dusty Springfield (1968)
- Baccara, sur l'album Light My Fire[87] (1978, version disco)
- Nico Gomez (1983, dans le film Brussels by Night)
- Los Portos (groupe mené par Lio) (1987, adaptation en français)[88],[89]
- Half Japanese, album Music To Strip By (1987)
- Selena "La Bamba" (1987)
- Julio Iglesias, album Raices (1989) (au sein du medley Mexico)
- Dorothée (1989)
- Les Forbans (1990)
- Nana Mouskouri (1991)
- Weird Al Yankovic, parodie Lasagna[90] sur The Food Album (1993)
- Ludwig von 88 (parodie La ganja sur l'album 17 plombs pour péter les tubes (1994)
- Africando, titre Sabador (version salsa avec des paroles différentes) sur l'album Africando Vol. 2 : Tierra Traditional (1994)
- Helmut Lotti dans l'album Latino classics (2000)
- R.E.M. le 21 mai 2001 dans l'émission MTV Unplugged[91]
- Star Academy 3 (sorti en single), parodié par Sébastien Cauet (La braille pas)
- Wyclef Jean featuring Ro-K and Gammy sur l'album Welcome to Haiti: Creole 101[92] (2004)
- Telex, album How Do You Dance? (2006)
- Sally + Every1, album éponyme (2006)
- Mongo Santamaría, version latin jazz/boogaloo
- Lila Downs
- Rory Gallagher
- Ray Barretto
- Cal Tjader
- Xavier Cugat
- José Feliciano
- Lola Beltrán (chanteuse mexicaine) l'a interprété notamment à L'Olympia
- Fairuz (titre : Wallah)
- Connie Francis
- Caterina Valente avec Edmundo Ros
- Divers accordéonistes (Aimable, André Verchuren)...
- Two Man Sound, Chocolat's
- The Ventures
- The Tokens
- Los Cinco Latinos
- Jack Costanzo
- Corinne Sauvage
- El Niglo
- Ray Conniff, Henry Mancini, James Last
- Simple Simon (version ragga)
- The Kingston Trio
- Los Delinqüentes (version plutôt flamenco)
- Eddie Cano (latin jazz)
- Marco Da Silva (version mambo-rock/ragga)
- Son Caribe (version salsa)
- Yórgos Alkéos
- R'An feat. Jota Efe, La Bamba 2k13
- Acapulco Gold (Album "Veracruz Riddim" 2003) version ska
- Harry Belafonte
- Gente de Zona (2018, album En Letra de Otro)
- Patrick Sébastien : Bamba bamboche, avec des paroles différentes (2021)
- Cosy Corner (2021)